# Конвой № 3613
Конвой № 3613 — японський конвой часів Другої світової війни, проведення якого відбувалось у червні 1943 року.
Пунктом призначення конвою був атол Трук у центральній частині Каролінських островів, де ще до війни створили потужну базу японського ВМФ, з якої до лютого 1944 року провадились операції у цілому ряді архіпелагів. Вихідним пунктом став розташований у Токійській затоці порт Йокосука (саме звідси традиційно вирушала більшість конвоїв на Трук).
Конвой складався із двох загонів, які прямували із суттєво різною швидкістю:
- 3613А, до якого увійшли транспорти «Манджу-Мару», «Мітакесан-Мару» та «Мамія» під охороною кайбокана (фрегата) «Окі»;
- 3613В, що складався із транспортів «Сансей-Мару» та «Сінсей-Мару» (Shinsei Maru) під ескортом торпедного човна «Хійодорі».

Обидва загони вийшли з порту 13 червня 1943 року. 3613А вже 22 червня був на Труку, тоді як 3613В спершу пройшов через острів Сайпан (Маріанський архіпелаг), де загін перебував 22—23 червня. На підході до Сайпану додатковий ескорт забезпечував переобладнаний мисливець за підводними човнами «Кьо-Мару № 8». 27 червня 3613В також досяг кінцевого пункту призначення. Хоча маршрут конвою пролягав через кілька традиційних районів патрулювання американських підводних човнів, проте проходження обох загонів відбулось успішно і без втрат.